# Vera Tax
Vera Tax, née le 8 février 1972 à Venlo, est une femme politique néerlandaise. Membre du Parti travailliste, elle est échevin de la commune de Venlo de 2014 à 2017 et siège au Parlement européen de 2019 à 2024.

## Biographie
Élue au conseil municipal de Venlo en 2006, elle préside le groupe travailliste de 2010 à 2014. À cette date, elle est nommée échevin chargée des affaires sociales, du bien-être, de la jeunesse, des sports et événements. Tax démissionne en 2017, puis se porte candidate au Parlement européen lors des élections de 2019. Placée quatrième sur la liste travailliste, elle est élue et prend ses fonctions au sein de l'Alliance progressiste des socialistes et démocrates au Parlement européen (S&D).